# Amedeo Amadei
Amedeo Amadei (Frascati, 26 luglio 1921 – Grottaferrata, 24 novembre 2013) è stato un calciatore e allenatore di calcio italiano, di ruolo attaccante.
Fu il centravanti del primo storico scudetto della Roma, quello del 1942. Soprannominato "il Fornaretto" per le sue origini (era infatti figlio di una famiglia di fornai di Frascati, attività che Amadei tornò a riprendere con molto successo a fine carriera) e Ottavo Re di Roma durante la sua militanza nella compagine giallorossa, militò in essa dal 1936 al 1948, con una parentesi di un anno a Bergamo nel campionato di Serie B 1938-1939.
È il più giovane giocatore di sempre ad aver segnato in Serie A ed ha inoltre detenuto il primato per il più giovane esordiente in serie A (15 anni e 280 giorni) sino al 22 dicembre 2016 quando fu eguagliato dal genoano Pietro Pellegri, per poi perderlo il 12 maggio 2021 per mano di Wisdom Amey. Viene ricordato come uno dei più grandi cannonieri italiani di tutti i tempi, essendo il sedicesimo marcatore di sempre della Serie A con 174 reti in 423 partite, media di 0,41 gol a partita.

## Carriera

### Club

#### Roma
Diventò calciatore della Roma, dopo un provino ben riuscito all'insaputa dei genitori, che non avrebbero approvato il suo tentativo. Sin dall'inizio della sua carriera cominciò ad aiutare la famiglia, che avrebbe poi versato in gravi difficoltà economiche dopo che il forno di famiglia venne distrutto dai bombardamenti della seconda guerra mondiale.
Debuttò nella stagione 1936-1937, il 2 maggio 1937 in Roma-Fiorentina (2-2). Sette giorni dopo segnò in Lucchese-Roma 5-1 il suo primo gol in Serie A divenendo il più giovane calciatore ad andare in gol nella massima divisione del campionato italiano. La Roma al termine del campionato si piazzò 10ª in Serie A e fu finalista in Coppa Italia. Nel periodo iniziale della carriera Amadei giocò come ala destra (verrà in seguito spostato al centro dall'allenatore Schaffer, per l'indisponibilità del compagno di squadra Providente).

#### Atalanta
Nel 1938 passò in prestito all'Atalanta, nell'ambito della trattativa che aveva portato in giallorosso la mezzala Giuseppe Bonomi. Dopo gli esordi in giovane età nella Roma, la stagione 1938-1939 fu il suo primo vero campionato giocato con continuità. Fece il suo esordio con la maglia neroazzurra il 18 settembre 1938, nella prima giornata della Serie B 1938-1939, pareggiata per 0-0 sul campo del Palermo. Mise a segno il suo primo gol due settimane più tardi, il 2 ottobre 1938, in una partita vinta per 6-1 in casa contro il Casale. Nel corso del campionato venne frequentemente schierato come ala destra dall'allenatore Géza Kertész, che come centravanti (ruolo in cui Amadei avrebbe giocato nel seguito della carriera) gli preferiva Ravasi. Chiuse la sua prima e unica stagione con la squadra bergamasca con 4 reti in 33 presenze in Serie B e una rete (messa a segno il 20 novembre 1938 contro il Seregno in una partita vinta per 3-1) in Coppa Italia, che risultò essere quindi il suo primo gol in carriera nella coppa nazionale.

#### Ritorno a Roma
Rientrato alla base, entrò in pianta stabile nella rosa di prima squadra e approfittò delle sfortune di Francisco Providente, attaccante argentino che mal si era ambientato ai ritmi del calcio italiano, per ritagliarsi un posto da titolare. Già nel torneo 1940-1941 mise assieme un consistente bottino di 18 reti, fugando le remore del settore tecnico romanista circa la sua giovane età e guadagnandosi così definitivamente la maglia numero nove giallorossa. Il torneo della consacrazione fu quello successivo del 1941-1942, nel quale Amadei si ripeté su alti livelli realizzativi, trascinando la squadra alla conquista di un insperato scudetto e segnando di nuovo 18 gol.
Arrivò poi il campionato 1942-1943, durante il quale il Fornaretto si vide inizialmente recapitare dalla Federazione una squalifica a vita. Questa era stata motivata dal fatto che, nel corso di una infuocata semifinale di Coppa Italia contro il Torino, un giocatore della Roma aveva colpito proditoriamente l'arbitro Achille Pizziolo durante il parapiglia seguito a un gol irregolare di Franco Ossola: in mancanza dell'identificazione del colpevole, il capitano della squadra, cioè Amadei, era stato chiamato a pagare per tutti. La squalifica venne successivamente amnistiata e il frascatano poté tornare regolarmente in campo. Secondo le dichiarazioni dello stesso Amadei, durante un pranzo in un ristorante di Pescara e alla presenza dello stesso Pizziolo, il vero colpevole, ovvero il compagno di squadra Vittorio Dagianti, confessò di essere stato il responsabile del gesto.

#### Inter

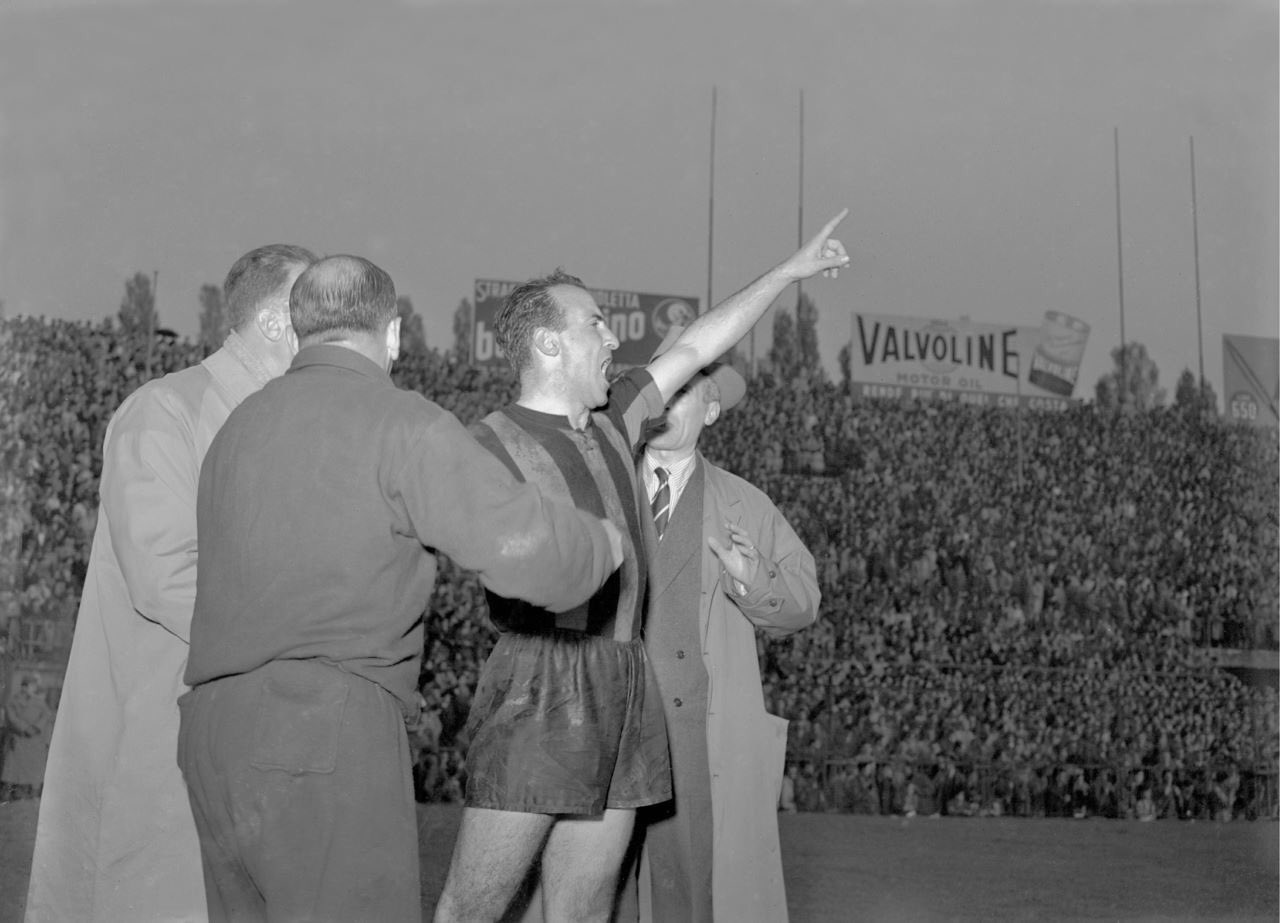
Amadei all'Inter, esultante dopo la sua tripletta nel vittorioso derby di Milano (6-5) del 6 novembre 1949.

Dopo la pausa dei campionati dovuta alla seconda guerra mondiale, il giocatore fu venduto dalla Roma, che aveva grossi problemi economici, all'Inter che batté, secondo quanto dichiarato dallo stesso Amadei, le offerte di Torino (che proponeva uno scambio con Gabetto e Menti) e Juventus; Infatti l'Inter diede alla Roma 15 milioni più i cartellini di Tontodonati e di Maestrelli (pagati dall'Inter per un totale di 30 milioni), un affare complessivo di 45 milioni. Rimase tuttavia legato alla sua squadra, tanto da chiedere di non essere schierato contro la Roma, e alla prima occasione da avversario giocò per sua stessa ammissione una partita anonima, poiché non se la sentiva. Si fece comunque valere anche nella squadra milanese, dove ebbe le sue due stagioni più prolifiche dal punto di vista realizzativo, superando il traguardo delle 100 reti in Serie A. Tra queste si ricordano i tre gol in un derby finito 6-5; in svantaggio per 4-1, fu spostato come centravanti realizzando così tre reti, in una partita che Massimo Moratti, durante i festeggiamenti per il centenario dell'Inter gli disse di ricordare sempre, benché all'epoca fosse ancora molto giovane.

#### Napoli

Amadei a Napoli a metà degli anni 1950, fra Hasse Jeppson e Bruno Pesaola.

Dopo due anni a Milano, passò al neopromosso Napoli, dove militò per 6 stagioni con ottime prestazioni: segnò già alla quarta giornata del suo primo campionato in Campania, nella sconfitta casalinga contro il Milan (che quell'anno avrebbe vinto lo scudetto con la difesa meno battuta) per 5-3 del 1º ottobre 1950 per ripetersi nella gara di ritorno, giocata l'11 febbraio 1951 e terminata 2-1 per i lombardi; al termine della stagione le sue 11 reti, che lo resero capocannoniere della squadra, portarono i campani al sesto posto nella classifica finale, risultato che la società ripeté l'anno seguente, quando il giocatore si superò totalizzando 12 gol, entrando tra i migliori 20 cannonieri della stagione.
La stagione 1952-1953 fu comunque la migliore di quelle in cui fu coinvolto: dopo quasi vent'anni i partenopei, che schierarono i nuovi acquisti Jeppson e Pesaola, arrivarono vicini al titolo, piazzandosi al 4º posto in Serie A a 6 punti dall'Inter campione d'Italia; si toglierà la soddisfazione di segnare il primo gol stagionale degli azzurri, il 14 settembre 1952, in Napoli-Atalanta 2-0, il quarto dei napoletani in Napoli-Milan 4-2 (i lombardi avevano nella rosa il trio Gre-No-Li) del 16 novembre 1952 e la rete della vittoria finale in Napoli-Juventus 3-2 del 18 gennaio 1953.

### Nazionale

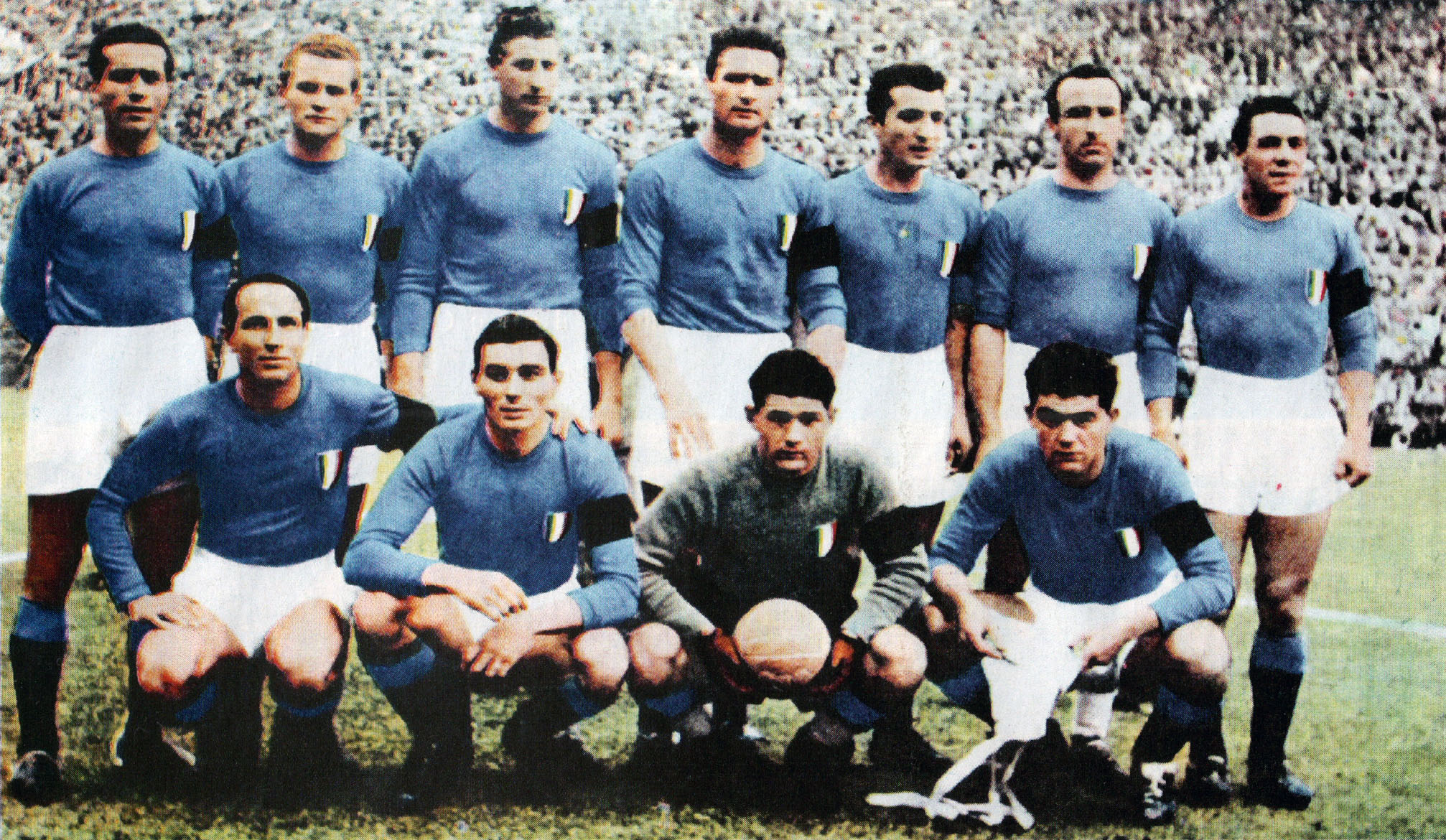
Amadei (in piedi, secondo da destra) in maglia azzurra il 22 maggio 1949

Finché militò nella Roma non ebbe grossi sbocchi in Nazionale, monopolizzata dai campioni del Grande Torino di allora. Dopo il grave incidente di Superga Amadei cominciò a essere spesso convocato e a far parte degli azzurri. Debuttò il 27 marzo 1949, in Spagna-Italia 1-3, nella partita in cui segnò anche il suo primo gol in maglia azzurra – in una delle ultime partite giocate dalle vittime della tragedia granata –, e prese parte ai mondiali del 1950, dove giocò solo nella partita contro il Paraguay del 2 luglio 1950. Il gol realizzato contro la Nazionale inglese nell'amichevole di Firenze, disputata il 18 maggio 1952 e terminata 1-1, raccontata in radiocronaca da Nicolò Carosio, lo portò a essere candidato dalla Democrazia Cristiana.

### Allenatore
Iniziò la sua carriera di allenatore il 25 gennaio 1956 con il Napoli, quando la società partenopea esonerò Eraldo Monzeglio. Rimase in carica fino alla stagione 1958-1959, quando al suo posto venne ingaggiato Annibale Frossi. I partenopei si trovarono alla quarta giornata senza aver guadagnato un punto, con un bilancio di due reti segnate e dieci subite; Frossi fu quindi sostituito l'11 ottobre 1959 da Amadei (che era rimasto come osservatore del club) che alla prima partita, il 18 ottobre 1959, diede i primi punti alla squadra, frutto di una vittoria casalinga contro l'Atalanta per 1-0. Rimase in carica fino alla stagione 1960/61 dove fu sostituito come allenatore per le ultime due partite da un altro ex attaccante della società partenopea, Attila Sallustro. Era il Napoli del presidente Achille Lauro: problemi nel gestire lo spogliatoio collegati con la personalità forte di Lauro lo spinsero ad allenare in seguito solo la Lucchese nel 1963 e la nazionale femminile, quest'ultima a titolo gratuito; per il suo lavoro in Campania fu premiato con il Seminatore d'oro per la stagione 1957-1958.

### Ultimi anni
Ad Amedeo Amadei è stato intitolato il 5 novembre 2007 il campo già "Lucio Mamilio" di Frascati, il più antico impianto sportivo del tuscolano. Il 20 gennaio 2009 si è costituito il Roma Club Frascati intitolato al giocatore che ha accettato la carica di Presidente, il club è affiliato all'Unione Tifosi Romanisti.
Amadei figura tra i primi 11 giocatori a essere inseriti nella hall of fame ufficiale della Roma, il 20 settembre 2012.
Muore nella sua casa di Grottaferrata il 24 novembre 2013, all'età di 92 anni.

## Statistiche

### Presenze e reti nei club
| Stagione        | Squadra         | Campionato      | Campionato | Campionato | Coppe nazionali | Coppe nazionali | Coppe nazionali | Coppe continentali | Coppe continentali | Coppe continentali | Altre coppe | Altre coppe | Altre coppe | Totale | Totale |
| Stagione        | Squadra         | Comp            | Pres       | Reti       | Comp            | Pres            | Reti            | Comp               | Pres               | Reti               | Comp        | Pres        | Reti        | Pres   | Reti   |
| --------------- | --------------- | --------------- | ---------- | ---------- | --------------- | --------------- | --------------- | ------------------ | ------------------ | ------------------ | ----------- | ----------- | ----------- | ------ | ------ |
| 1936-1937       | Roma            | A               | 3          | 1          | CI              | 4               | 0               | -                  | -                  | -                  | -           |             |             | 7      | 1      |
| 1937-1938       | Roma            | A               | 4          | 0          | CI              | 0               | 0               | -                  | -                  | -                  | -           | -           | -           | 3      | 0      |
| 1938-1939       | Atalanta        | B               | 33         | 4          | CI              | 2               | 1               | -                  | -                  | -                  | -           | -           | -           | 35     | 5      |
| 1939-1940       | Roma            | A               | 22         | 2          | CI              | 1               | 3               | -                  | -                  | -                  | -           | -           | -           | 23     | 5      |
| 1940-1941       | Roma            | A               | 30         | 18         | CI              | 8               | 6               | -                  | -                  | -                  | -           | -           | -           | 38     | 24     |
| 1941-1942       | Roma            | A               | 30         | 18         | CI              | 1               | 0               | -                  | -                  | -                  | -           | -           | -           | 31     | 18     |
| 1942-1943       | Roma            | A               | 28         | 14         | CI              | 4               | 2               | -                  | -                  | -                  | -           | -           | -           | 32     | 16     |
| 1945-1946       | Roma            | DN              | 34         | 14         | -               | -               | -               | -                  | -                  | -                  | -           | -           | -           | 34     | 14     |
| 1946-1947       | Roma            | A               | 31         | 13         | -               | -               | -               | -                  | -                  | -                  | -           | -           | -           | 31     | 13     |
| 1947-1948       | Roma            | A               | 35         | 19         | -               | -               | -               | -                  | -                  | -                  | -           | -           | -           | 35     | 19     |
| Totale Roma     | Totale Roma     | Totale Roma     | 217        | 99         |                 | 18              | 11              |                    | -                  | -                  |             | -           | -           | 234    | 110    |
| 1948-1949       | Inter           | A               | 38         | 22         | -               | -               | -               | -                  | -                  | -                  | -           | -           | -           | 38     | 22     |
| 1949-1950       | Inter           | A               | 32         | 20         | -               | -               | -               | -                  | -                  | -                  | -           | -           | -           | 32     | 20     |
| Totale Inter    | Totale Inter    | Totale Inter    | 70         | 42         |                 | -               | -               |                    | -                  | -                  |             | -           | -           | 70     | 42     |
| 1950-1951       | Napoli          | A               | 37         | 11         | -               | -               | -               | -                  | -                  | -                  | -           | -           | -           | 37     | 11     |
| 1951-1952       | Napoli          | A               | 36         | 12         | -               | -               | -               | -                  | -                  | -                  | -           | -           | -           | 36     | 12     |
| 1952-1953       | Napoli          | A               | 30         | 7          | -               | -               | -               | -                  | -                  | -                  | -           | -           | -           | 30     | 7      |
| 1953-1954       | Napoli          | A               | 34         | 10         | -               | -               | -               | -                  | -                  | -                  | -           | -           | -           | 34     | 10     |
| 1954-1955       | Napoli          | A               | 19         | 6          | -               | -               | -               | -                  | -                  | -                  | -           | -           | -           | 19     | 6      |
| 1955-1956       | Napoli          | A               | 15         | 1          | -               | -               | -               | -                  | -                  | -                  | -           | -           | -           | 15     | 1      |
| Totale Napoli   | Totale Napoli   | Totale Napoli   | 171        | 47         |                 | -               | -               |                    | -                  | -                  |             | -           | -           | 171    | 47     |
| Totale carriera | Totale carriera | Totale carriera | 491        | 192        |                 | 20              | 12              |                    | -                  | -                  |             | -           | -           | 510    | 204    |

### Cronologia presenze e reti in nazionale
| Cronologia completa delle presenze e delle reti in nazionale ― Italia | Cronologia completa delle presenze e delle reti in nazionale ― Italia | Cronologia completa delle presenze e delle reti in nazionale ― Italia | Cronologia completa delle presenze e delle reti in nazionale ― Italia | Cronologia completa delle presenze e delle reti in nazionale ― Italia | Cronologia completa delle presenze e delle reti in nazionale ― Italia | Cronologia completa delle presenze e delle reti in nazionale ― Italia | Cronologia completa delle presenze e delle reti in nazionale ― Italia |
| Data                                                                  | Città                                                                 | In casa                                                               | Risultato                                                             | Ospiti                                                                | Competizione                                                          | Reti                                                                  | Note                                                                  |
| --------------------------------------------------------------------- | --------------------------------------------------------------------- | --------------------------------------------------------------------- | --------------------------------------------------------------------- | --------------------------------------------------------------------- | --------------------------------------------------------------------- | --------------------------------------------------------------------- | --------------------------------------------------------------------- |
| 27-3-1949                                                             | Madrid                                                                | Spagna                                                                | 1 – 3                                                                 | Italia                                                                | Amichevole                                                            | 1                                                                     |                                                                       |
| 22-5-1949                                                             | Firenze                                                               | Italia                                                                | 3 – 1                                                                 | Austria                                                               | Coppa Internazionale                                                  | 1                                                                     |                                                                       |
| 12-6-1949                                                             | Budapest                                                              | Ungheria                                                              | 1 – 1                                                                 | Italia                                                                | Coppa Internazionale                                                  | -                                                                     |                                                                       |
| 30-11-1949                                                            | Londra                                                                | Inghilterra                                                           | 2 – 0                                                                 | Italia                                                                | Amichevole                                                            | -                                                                     |                                                                       |
| 5-3-1950                                                              | Bologna                                                               | Italia                                                                | 3 – 1                                                                 | Belgio                                                                | Amichevole                                                            | 1                                                                     |                                                                       |
| 2-4-1950                                                              | Vienna                                                                | Austria                                                               | 1 – 0                                                                 | Italia                                                                | Coppa Internazionale                                                  | -                                                                     |                                                                       |
| 2-7-1950                                                              | San Paolo                                                             | Paraguay                                                              | 0 – 2                                                                 | Italia                                                                | Mondiali 1950 - 1º turno                                              | -                                                                     |                                                                       |
| 8-4-1951                                                              | Lisbona                                                               | Portogallo                                                            | 1 – 4                                                                 | Italia                                                                | Amichevole                                                            | 1                                                                     |                                                                       |
| 6-5-1951                                                              | Milano                                                                | Italia                                                                | 0 – 0                                                                 | Jugoslavia                                                            | Amichevole                                                            | -                                                                     |                                                                       |
| 3-6-1951                                                              | Genova                                                                | Italia                                                                | 4 – 1                                                                 | Francia                                                               | Amichevole                                                            | 1                                                                     |                                                                       |
| 11-11-1951                                                            | Firenze                                                               | Italia                                                                | 1 – 1                                                                 | Svezia                                                                | Amichevole                                                            | 1                                                                     |                                                                       |
| 18-5-1952                                                             | Firenze                                                               | Italia                                                                | 1 – 1                                                                 | Inghilterra                                                           | Amichevole                                                            | 1                                                                     |                                                                       |
| 17-5-1953                                                             | Roma                                                                  | Italia                                                                | 0 – 3                                                                 | Ungheria                                                              | Coppa Internazionale                                                  | -                                                                     |                                                                       |
| Totale                                                                |                                                                       | Presenze                                                              | 13                                                                    |                                                                       | Reti (49º posto)                                                      | 7                                                                     |                                                                       |

| Cronologia completa delle presenze e delle reti in nazionale ― Italia B | Cronologia completa delle presenze e delle reti in nazionale ― Italia B | Cronologia completa delle presenze e delle reti in nazionale ― Italia B | Cronologia completa delle presenze e delle reti in nazionale ― Italia B | Cronologia completa delle presenze e delle reti in nazionale ― Italia B | Cronologia completa delle presenze e delle reti in nazionale ― Italia B | Cronologia completa delle presenze e delle reti in nazionale ― Italia B | Cronologia completa delle presenze e delle reti in nazionale ― Italia B |
| Data                                                                    | Città                                                                   | In casa                                                                 | Risultato                                                               | Ospiti                                                                  | Competizione                                                            | Reti                                                                    | Note                                                                    |
| ----------------------------------------------------------------------- | ----------------------------------------------------------------------- | ----------------------------------------------------------------------- | ----------------------------------------------------------------------- | ----------------------------------------------------------------------- | ----------------------------------------------------------------------- | ----------------------------------------------------------------------- | ----------------------------------------------------------------------- |
| 26-4-1953                                                               | Atene                                                                   | Grecia                                                                  | 0 – 0                                                                   | Italia B                                                                | Coppa del Mediterraneo                                                  | -                                                                       |                                                                         |
| Totale                                                                  |                                                                         | Presenze                                                                | 1                                                                       |                                                                         | Reti                                                                    | 0                                                                       |                                                                         |

### Record
- Calciatore più giovane (15 anni e 287 giorni) ad aver segnato in Serie A.

## Palmarès

### Calciatore

#### Club
- Campionato italiano: 1

Roma: 1941-1942

### Allenatore

#### Individuale
- Seminatore d'oro: 1

1957-1958